# Dialyceras discolor
Dialyceras discolor là một loài thực vật có hoa trong họ Sphaerosepalaceae. Loài này được (Capuron) J.-F.Leroy mô tả khoa học đầu tiên năm 1973.